# Église Saint-Maimbœuf de Montbéliard
L’église Saint-Maimbœuf de Montbéliard est une église paroissiale de style néorenaissance du XIXe siècle de Montbéliard dans le Doubs en Franche-Comté. Dédiée à Saint Maimboeuf, l'église est classée aux monuments historiques depuis le 2 septembre 1994.

## Ancienne église
L’ancienne église Saint-Maimbœuf de Montbéliard dominait l'esplanade du château de Montbéliard par la haute silhouette de son clocher de 44 m avec toiture de cuivre.
À l'origine, elle se nommait église Saint-Pierre, mais on ignore la date de sa fondation. Ce que l'on sait, c'est qu'elle existait déjà lorsque le pape Léon IX vint à Montbéliard dans le milieu du XIe siècle pour bénir le mariage de son cousin le comte Louis de Montbéliard avec la comtesse Sophie de Bar. Le clocher qui s'écroula en 1468, ne fut pas reconstruit mais remplacé par un beffroi qui abrita les cloches. Enfin, l'édifice fut entièrement démoli en 1810. L'église Saint-Maimbœuf du château fut remplacée par l'actuelle église édifiée au faubourg de Besançon.

## Église actuelle

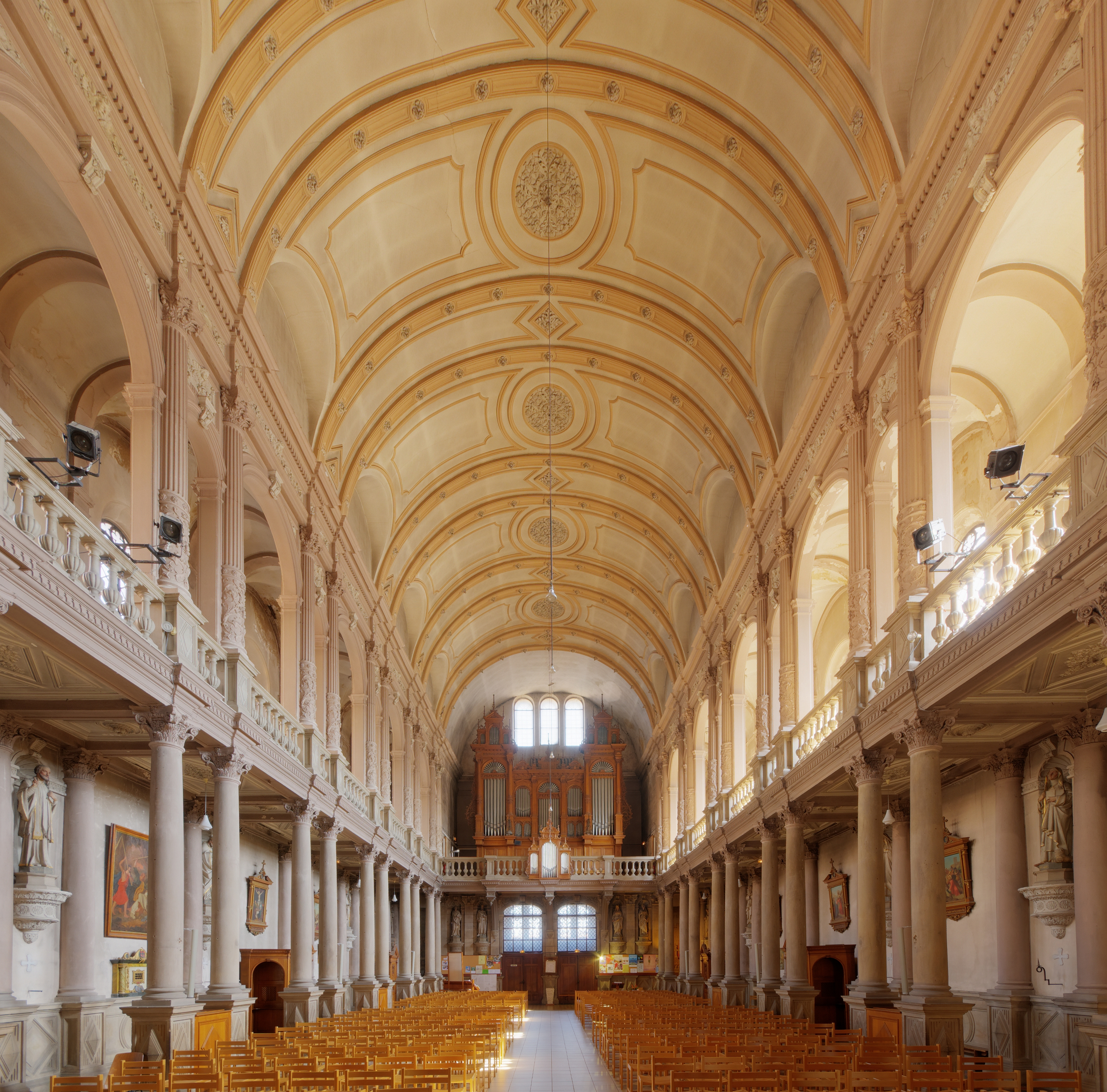
L'intérieur de l'église

La construction de la nouvelle église s'étale de 1850 à 1875 (les travaux de finitions dureront même jusqu'en 1880).
Son emplacement ne fut pas le fruit du hasard : érigée sur un promontoire, elle « écrase » littéralement de sa masse le Temple Saint-Georges de Montbéliard. Cet emplacement, dit-on, avait été choisi pour affirmer la reconquête du catholicisme à Montbéliard qui fut une capitale protestante en France jusqu’à la fin du XIXe siècle.
La nouvelle église est construite sur l'emplacement de l'Université luthérienne de Montbéliard. Pour ce faire, les ailes sud, est et ouest ont été détruites afin de libérer de la place.
En 1866, la nef est inaugurée.
Le chantier dure en longueur a cause du manque d'argent; d'ailleurs la construction de la deuxième tour est abandonnée en 1884,.
L'église ainsi que les soubassements, l'escalier, la crypte et les boutiques de l'église actuelle font l’objet d’un classement au titre des monuments historiques depuis le 2 septembre 1994.

## Architecture et décorations

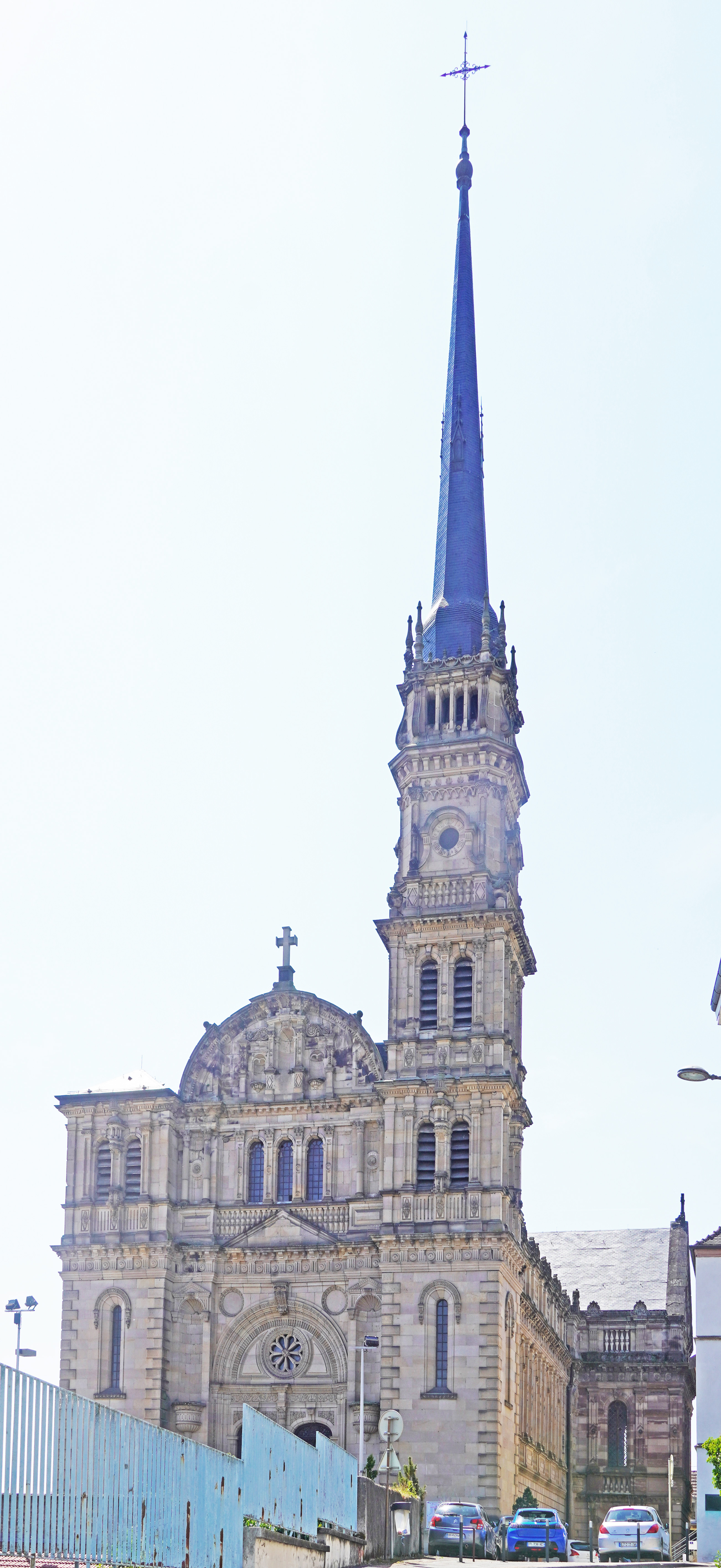
Clocher flèche.

L'église Saint Maimbœuf est de style néorenaissance, style populaire à la fin du XIXe siècle.
L'escalier à vis originaire de l'université luthérienne fut déplacé dans la tour nord de l'église. L'édifice présente une fausse voûte tenue par une charpente en bois.
Le grand orgue situé en tribune date de 1831 et a été restauré en 1899, 1973 et 1985. Il est en chêne et richement sculpté.
De nombreux autres objets sont recensés. Parmi les plus notables (classés et inscrits à titre objet):
- Le retable du maître-autel, en chêne sculpté[6].
- Deux retables d'autels secondaire[7] (en l'honneur de la Sainte Vierge côté sud et de Saint Joseph côté nord).
- Le tableau du martyre de Saint Maimboeuf[8].

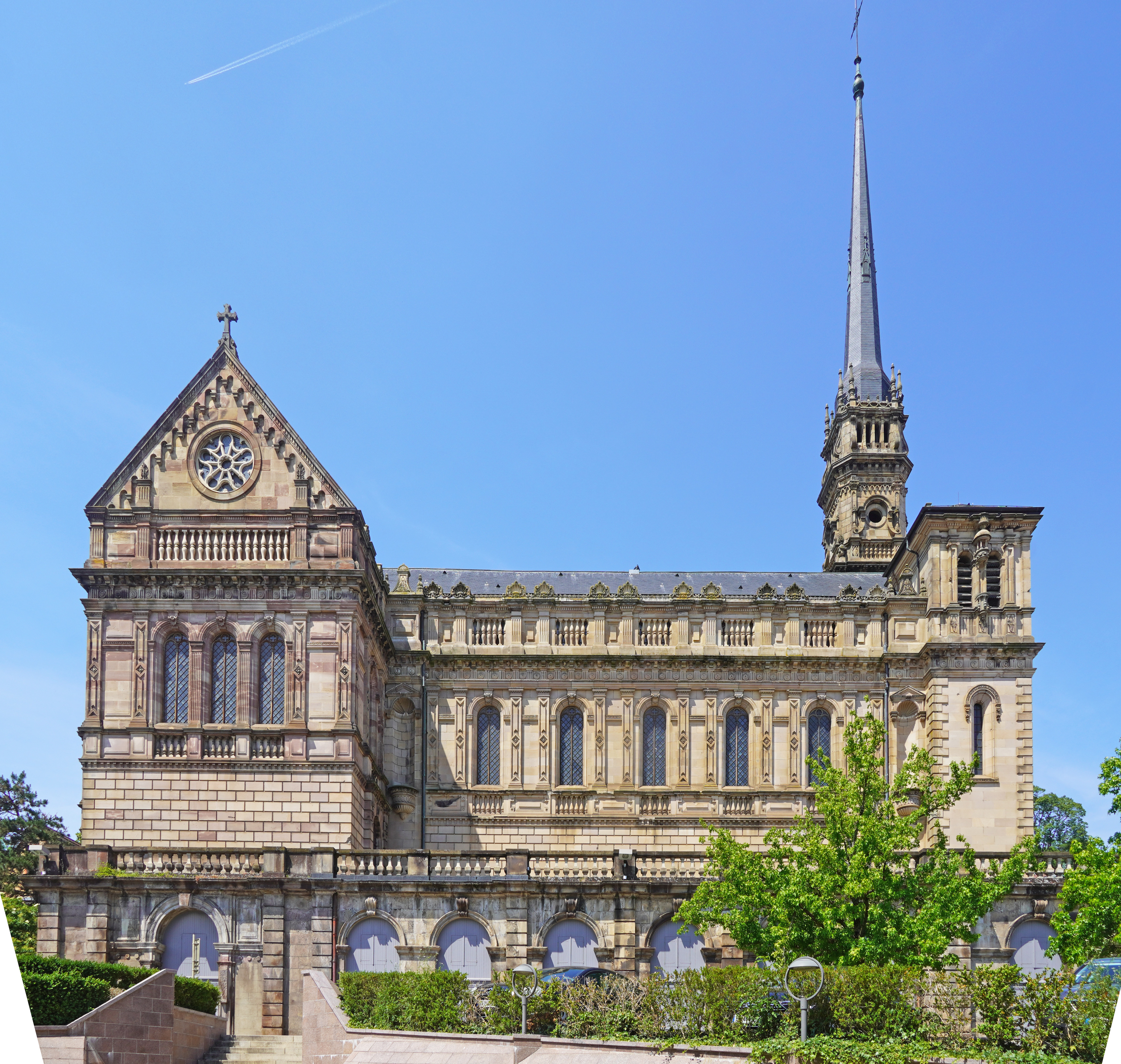
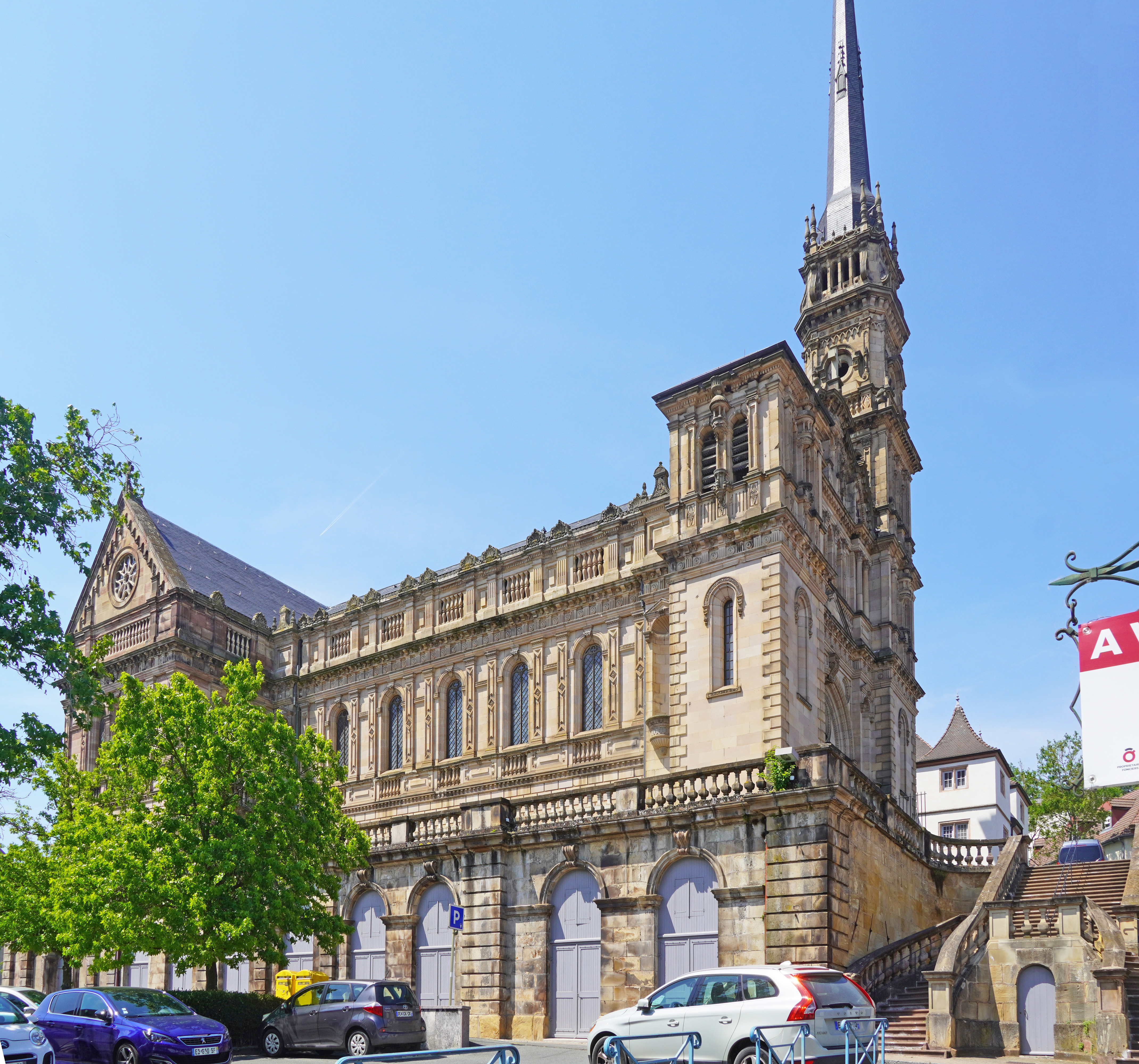
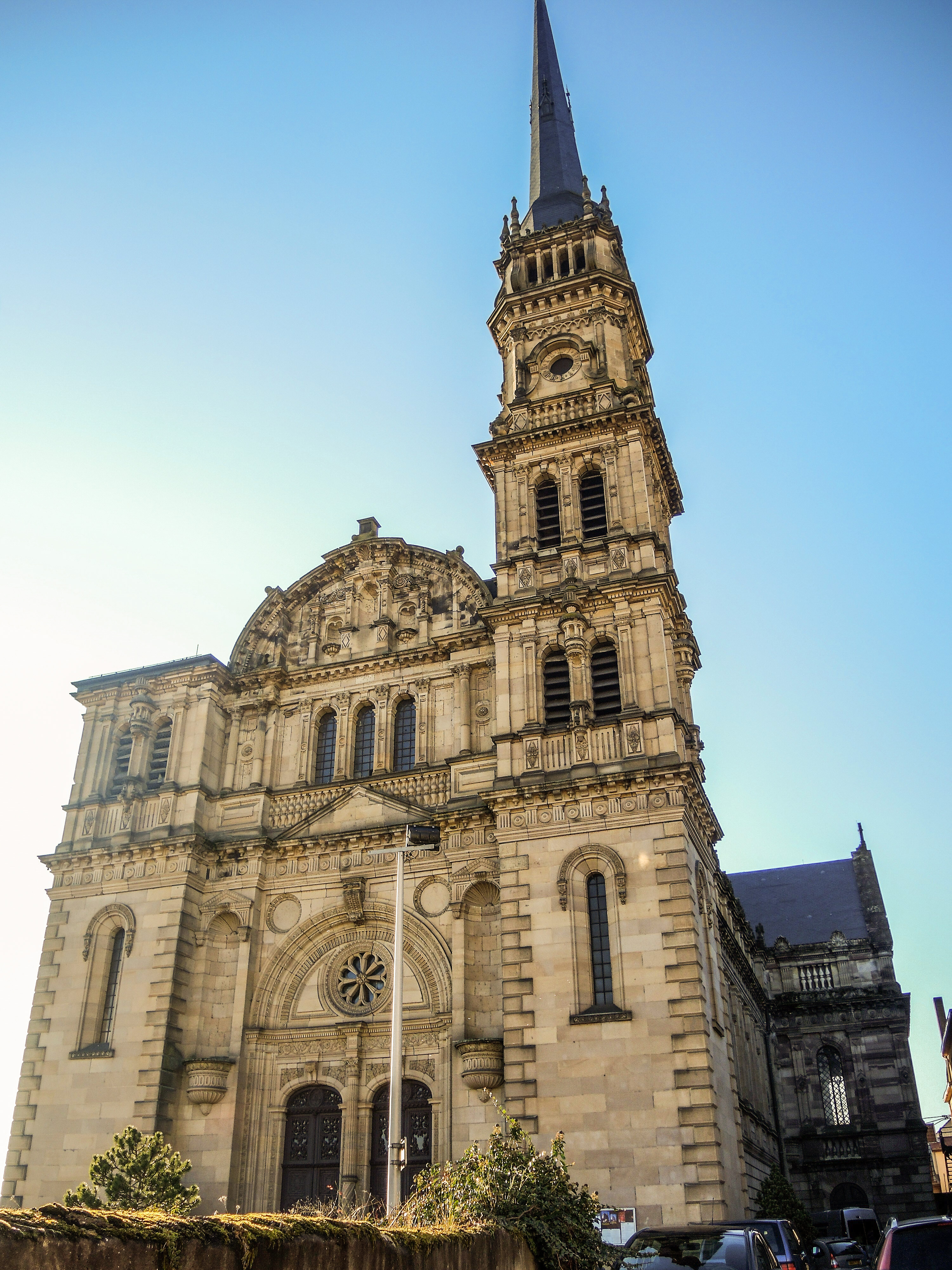
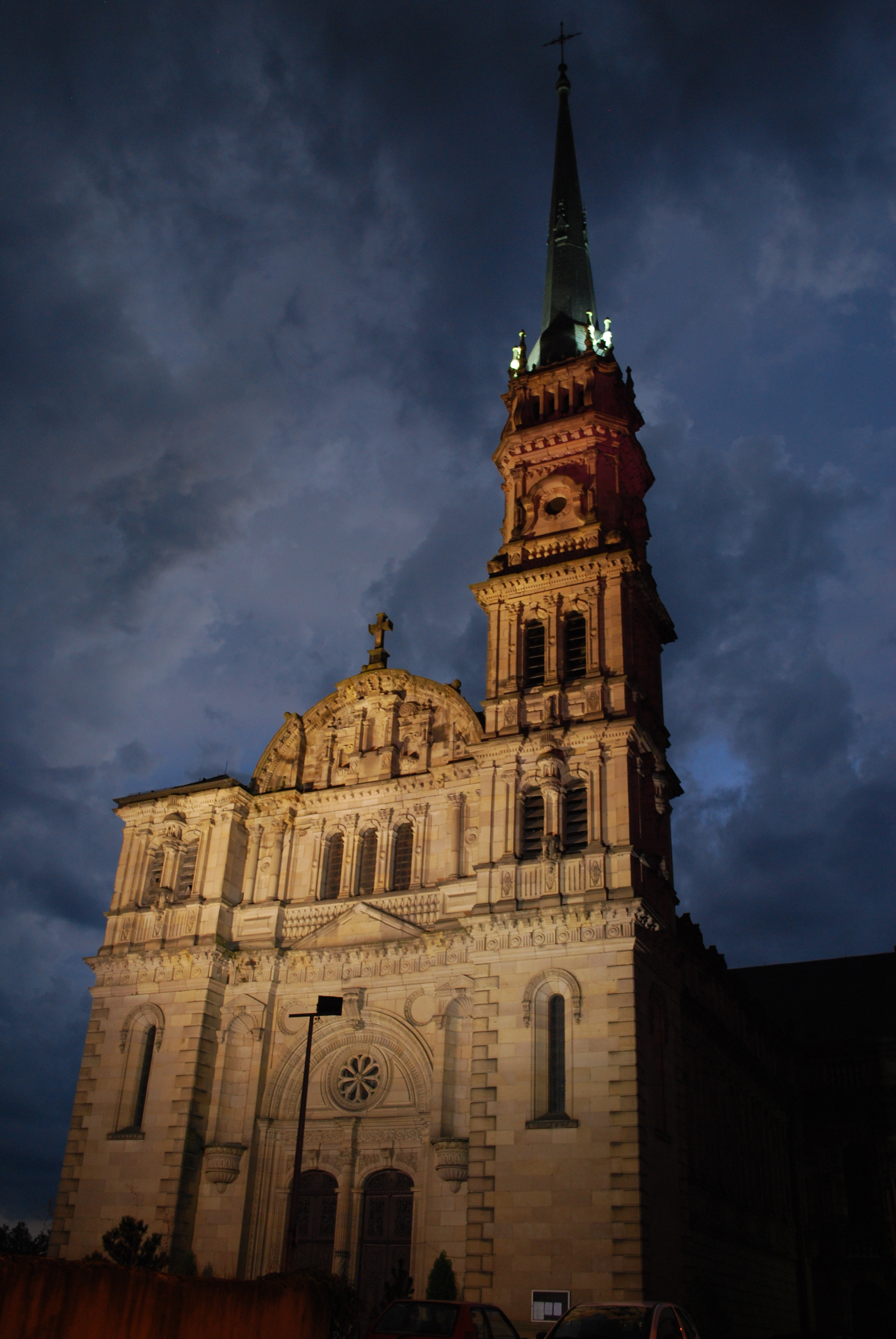
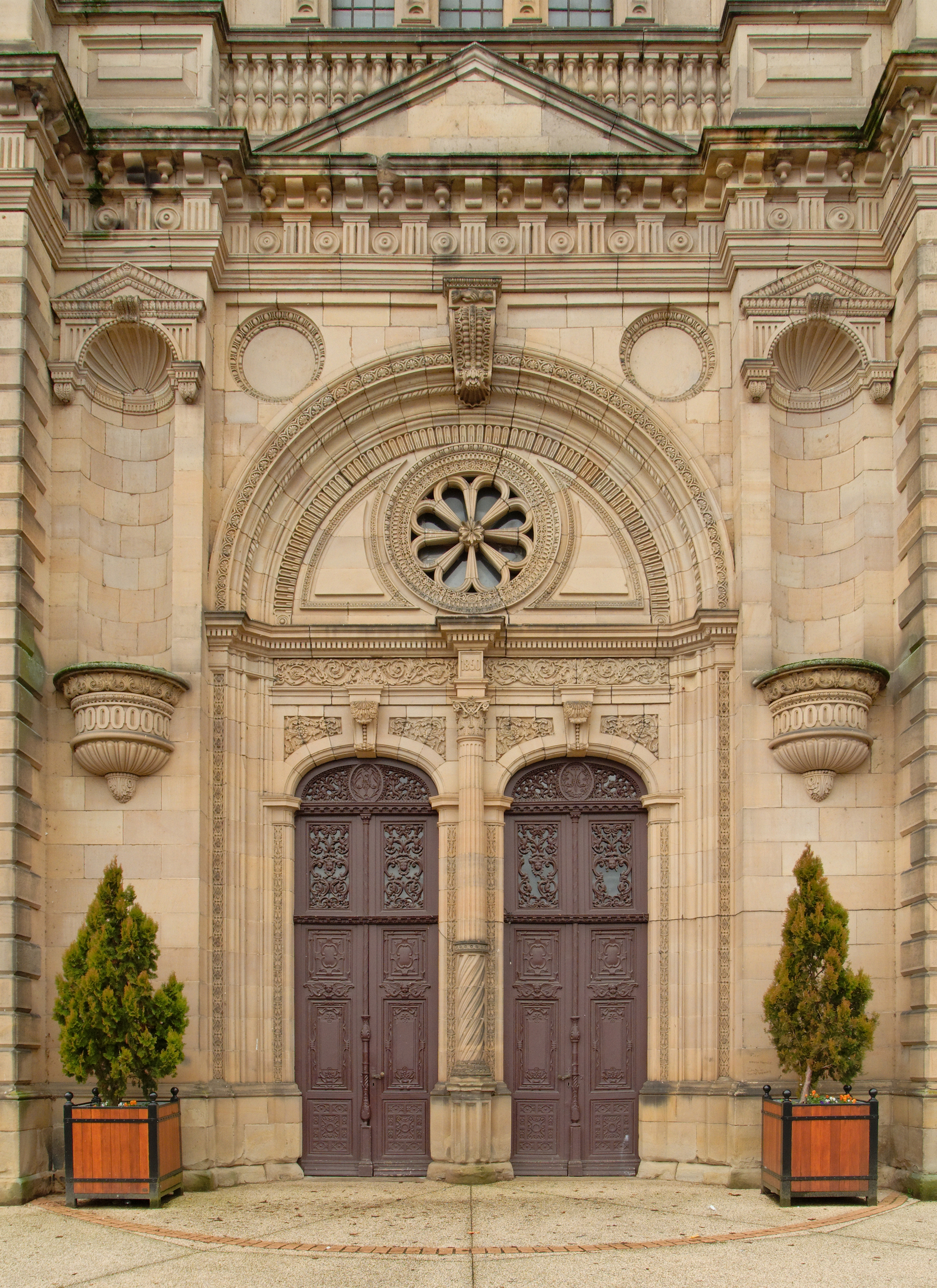
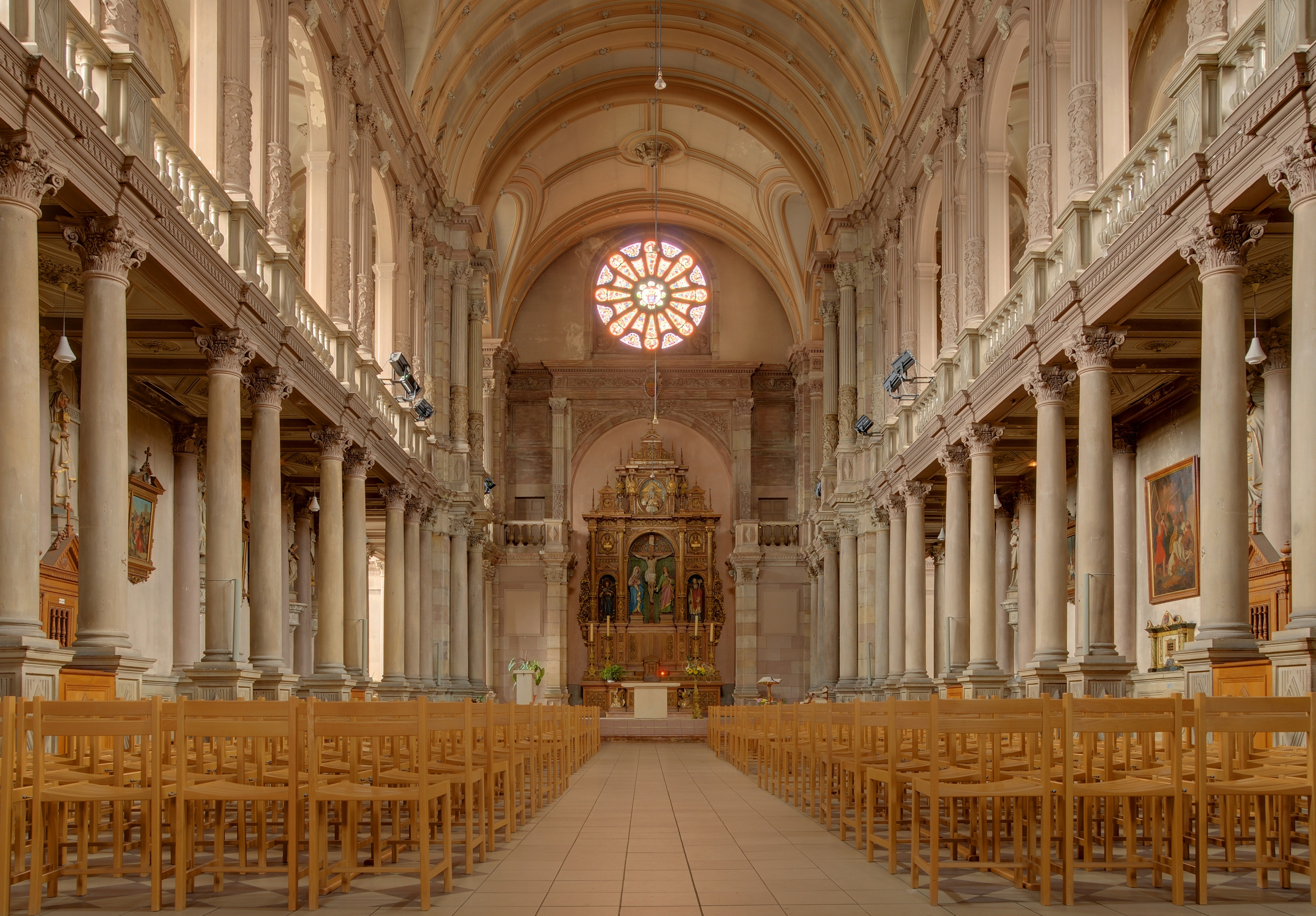
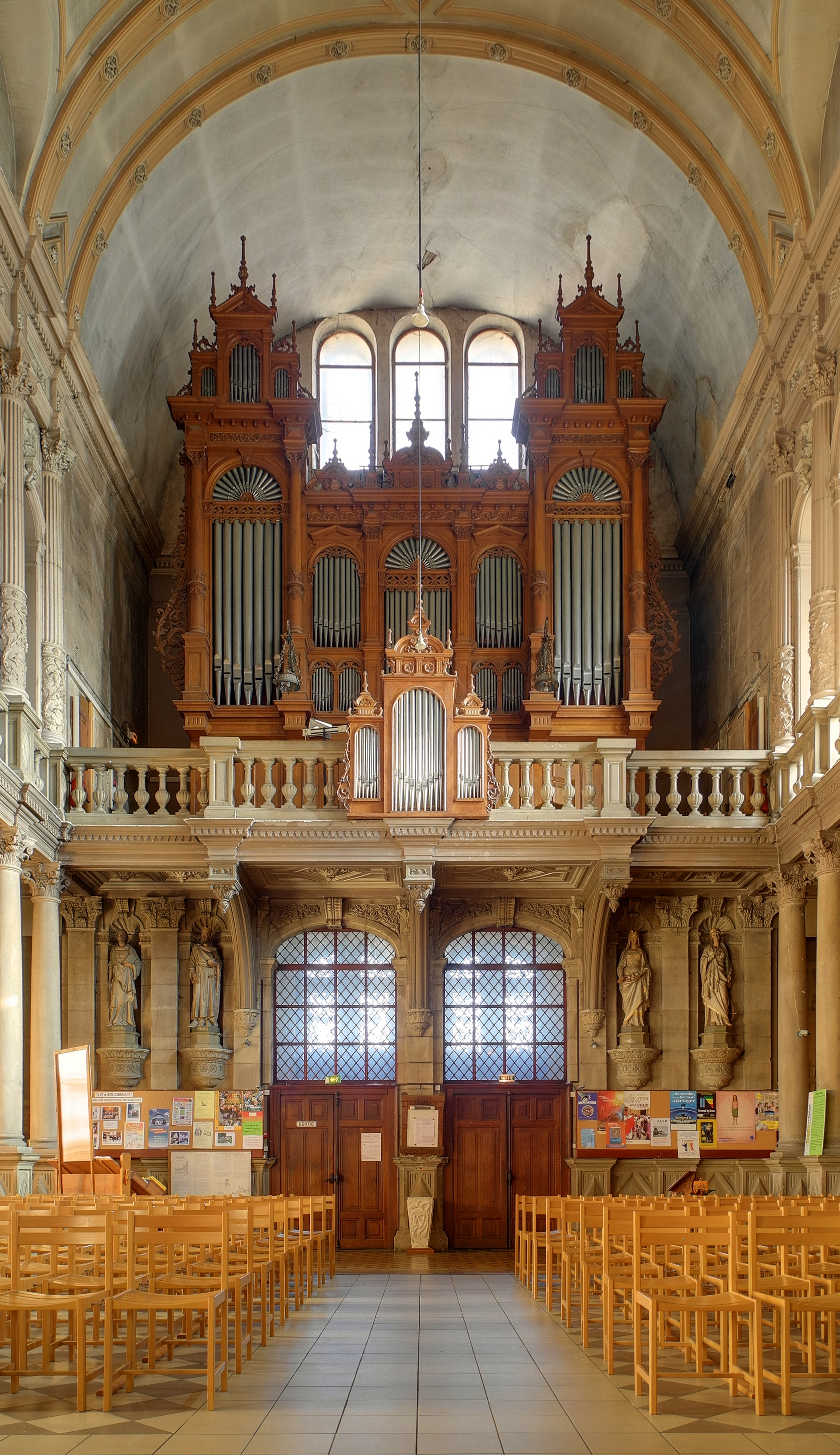

- Le tableau de L'Annonciation[9].